# 神木隆之介
神木隆之介（日语：／ Kamiki Ryūnosuke，1993年5月19日—），日本男演員、声优，埼玉縣出身，隸屬於Co-LaVo。活躍於電視劇、電影、電視廣告、電台廣播劇各領域。身高168cm，血型B型。

## 人物
神木出生時即罹患危及生命的重症，本人對於能康復稱之為奇蹟。2歲時，母親為其報名了藝能事務所的甄選，因而進入演藝圈。同年，以電視廣告正式出道。
2005年，移籍至事務所Amuse，並初次主演電影《妖怪大戰爭》，獲得日本電影金像獎優秀新人獎。2007年，初次主演電視劇《偵探學園Q》。
2012年4月7日，參演《超能力事件簿首部曲:天啟》及同年夏天上映的《聽說桐島退社了》，並於同年演出NHK大河劇《平清盛》，飾演源義経——他曾在2005年的大河劇《義經》中演出同一角色的幼年時期「牛若丸」。
2014年，於電影《神劍闖江湖》片中飾演「瀨田宗次郎」。與劇中飾演主角緋村劍心的佐藤健同屬Amuse事務所，兩人成為至交，之後多次合作。曾多次公開表示非常欣賞且崇拜佐藤健。
2021年4月，與佐藤健一起移籍至當前的事務所Co-LaVo。

## 演出

### 戲劇演出

#### 電視劇
- 註：角色粗體字表主演

| 年份 | 劇名                                                    | 角色                            | 公司                        |
| ---- | ------------------------------------------------------- | ------------------------------- | --------------------------- |
| 1996 | 東京畢業                                                | 少年                            | 東京廣播公司（現TBS電視台） |
| 1998 | Happy Enthusiast                                        | 加代子的孫兒                    | 富士電視台                  |
| 1999 | Good News                                               | 白木直也                        | TBS電視台                   |
| 2000 | 葵德川三代                                              | 德川義直的年幼時期              | NHK                         |
| 2000 | QUIZ                                                    | 高野生                          | TBS電視台                   |
| 2000 | 抹掉眼淚                                                | 淵上良太                        | 富士電視台                  |
| 2000 | 科搜研之女2（第2集）                                    | 祐介                            | 朝日電視台                  |
| 2000 | 鐵甲機Mikazuki                                          | 風雄                            | 富士電視台                  |
| 2001 | 慎吾媽媽 Drama Special                                  | 長嶋健                          | 富士電視台                  |
| 2001 | 幪面超人AGITO                                           | 斗真的年幼時期                  | 朝日電視台                  |
| 2001 | 女婿大人（ムコ殿）                                            | 新井努                          | 富士電視台                  |
| 2001 | Maria（第7集）                                          | 近藤雅史                        | TBS電視台                   |
| 2001 | 醫生與病人                                              | 及川健太                        | BS富士                      |
| 2002 | 急症群英 新春Special                                    | 稻本遼太                        | 富士電視台                  |
| 2002 | 刑事搜查線VI（第20集）                                  | 飯沼亮                          | 朝日電視台                  |
| 2002 |                                                         | 遊佐清一郎                      | NHK                         |
| 2002 | 婚姻計劃人                                              | 寺島拓                          | 富士電視台                  |
| 2002 | 偵探家族                                                | 田中太郎                        | 日本電視台                  |
| 2002 | 心理醫恭介（第6集）                                     | 北村健太                        | 日本電視台                  |
| 2002 | 她們的聖誕 ～愉快的家庭旅行～                           | 佐野良平                        | 富士電視台                  |
| 2003 | 爆龍戰隊暴連者                                          |                                 | 朝日電視台                  |
| 2003 | 下不去的骨頭                                            | 河合昇太                        | 日本電視台                  |
| 2003 | 我的魔法師（第2集）                                     | 黒木正和的年幼時期              | 日本電視台                  |
| 2003 | 小孤島大醫生                                            | 杉本龍一                        | 富士電視台                  |
| 2004 | 真實的恐怖故事「深夜的鏡像」（第1集）                   | 小澤直也                        | 富士電視台                  |
| 2004 | 戀愛小說                                                | 久保聰史的年幼時期              | WOWOW                       |
| 2004 | 大奧Special ～幕府末期的女人們～                        | 德川慶福                        | 富士電視台                  |
| 2005 | 義經（第1-3集）                                         | 源義經的年幼時期（牛若）        | NHK                         |
| 2005 | 牽絆的愛                                                | 真柴幌                          | 東京廣播公司                |
| 2006 | 偵探學園Q（單發劇版）                                   | Q（）                           | 日本電視台                  |
| 2006 | 東京鐵塔：我的母親父親                                  | 中川雅也（少年時代）            | 富士電視台                  |
| 2007 | 瑠璃之島 SPECIAL 2007                                   | 宮原詩音                        | 日本電視台                  |
| 2007 | 旅館之嫁                                                | 朝倉智也                        | NHK                         |
| 2007 | 偵探學園Q（連續劇版）                                   | Q（）                           | 日本電視台                  |
| 2008 | 風之花園（風のガーデン）                                            | 白鳥岳                          | 富士電視台                  |
| 2009 | 紅鼻子老師                                              | 八重樫守                        | 日本電視台                  |
| 2010 | BLOODY MONDAY（第2季）                                  | 藤代壯太（友情出演）            | TBS電視台                   |
| 2010 | SPEC～警視廳公安部公安第五課 未詳事件特別對策係事件簿～ | 一十一                          | TBS電視台                   |
| 2010 |                                                         | 永倉明人                        | NHK                         |
| 2011 | 高中生餐廳                                              | 坂本陽介                        | 日本電視台                  |
| 2011 | 還有第11人！                                            | 真田一男                        | 朝日電視台                  |
| 2012 | 3夜連續特備劇 （第3夜）                                 | 大宮正樹                        | TBS電視台                   |
| 2012 | 平清盛                                                  | 源義經                          | NHK                         |
| 2012 | SPEC～翔～                                              | 一十一                          | TBS電視台                   |
| 2013 | 小暮寫真館                                              | 花菱英一                        | NHK BS Premium              |
| 2013 | 家族遊戲（富士電視台連續劇版）                          | 沼田慎一                        | 富士電視台                  |
| 2013 | SPEC～零～                                              | 一十一                          | TBS電視台                   |
| 2014 | 山田太一Drama Special                                   | 濱口光彥                        | 朝日電視台                  |
| 2014 | 金田一少年事件簿N（neo） （第1集）                      | 藏澤光                          | 日本電視台                  |
| 2014 | 變身                                                    | 成瀨純一                        | WOWOW                       |
| 2014 | 父親的背影（第9集）                                     | 新城達也                        | TBS電視台                   |
| 2014 | 世界奇妙物語 2014秋季特別篇「未來盜賊」                 | 白井直輝                        | 富士電視台                  |
| 2015 | 學校的階梯                                              | 雫井彗（伊勢崎トオル）                      | 日本電視台                  |
| 2015 | 武士老師                                                | 坂本龍馬                        | 朝日電視台                  |
| 2017 | 安寧之鄉（大結局）                                      | 羽村俊一郎                      | 朝日電視台                  |
| 2017 | 刑警弓神                                                | 羽生虎夫                        | 富士電視台                  |
| 2018 | 崩壞的教育現場戰鬥校園律師                              | 田口章太郎                      | NHK                         |
| 2018 | 真實的恐怖故事 夏之特別篇2018 「」                      | 佐佐木裕介                      | 富士電視台                  |
| 2019 | 韋駄天～東京奧運故事～                                  |                                 | NHK                         |
| 2019 | 集團左遷!!                                              | 瀧川晃司                        | TBS電視台                   |
| 2020 | 劇集W 鐵之骨                                            | 富島平太                        | WOWOW                       |
| 2021 | 喜劇開場                                                | 朝吹瞬太                        | 日本電視台                  |
| 2022 | 神木隆之介的攝休                                        | 神木隆之介（自己）              | WOWOW Prime                 |
| 2022 | バタフライエフェクト あの日があるから今がある           | 導航                            | NHK綜合頻道                 |
| 2022 | 妻子變成小學生。                                        | 古賀友利                        | TBS電視台                   |
| 2023 | 爛漫                                                    | 槙野萬太郎 （原型：牧野富太郎） | NHK                         |
| 2024 | BILLION×SCHOOL                                          | 內卷雫（友情出演）              | 富士電視台                  |
| 2024 | 最終看到的街道（2024年版）                              | 五十嵐（特別出演）              | 朝日電視台                  |
| 2024 | 海中沉睡的鑽石                                          | 鐵平、玲央                      | TBS電視台                   |

#### 電影
- 註：角色粗體字表主演

| 年份 | 電影                                                  | 角色                       | 公司                            | 備註 |
| ---- | ----------------------------------------------------- | -------------------------- | ------------------------------- | --- |
| 2002 | Morning娘「」                                         | 小學生                     | Tsunku TOWN FILMS               | Tsunku TOWN FILMS 第9個計畫 |
| 2003 | 跳躍大搜查線2：封鎖彩虹橋！                           | 家的長子                   | 東寶                            | |
| 2003 | ROCKERS                                               | Taku的年幼時期             | GAGA COMMUNICATIONS             | |
| 2004 | 變態五星級                                            | 小林慶一                   | 東寶                            | |
| 2004 | 父親的 Back Drop（直譯）                              | 下田一雄                   | Cinequanon                      | 爸爸的背摔絕技 |
| 2004 | 網交甜心（Install）                                   | 青木和義（青木かずよし）               | 角川映畫                        | |
| 2005 | ZOO                                                   | 少年（ぼく）                   | 東映VIDEO                       | 演出故事「」 |
| 2005 | 妖怪大戰爭                                            | 稻生Tadashi                | 角川映畫（松竹發行）            | |
| 2007 | 大日本人                                              | 童之獸                     | 松竹                            | |
| 2007 | 囧男孩的異想世界                                      | 楠木亮介                   | GAGA Communications（松竹發行） | |
| 2007 | 小DJ的戀愛物語                                        | 高野太郎                   | atmovie                         | |
| 2009 | Amuse presents「THE GAME 〜Boy's Film Show〜」        |                            | Amuse presents                  | |
| 2009 | 20世紀少年——最終章——把旗幟搶回來吧                    | 俁忠信／勝間田（初中時代） | 東寶                            | |
| 2010 | Amuse presents「THE GAME 〜Boy's Film Show〜」        |                            | Amuse presents                  | |
| 2012 | 超能力事件簿首部曲：天啟                              | 一十一                     | 東寶                            | |
| 2012 | 聽說桐島退社了                                        | 前田涼也                   | Showgate                        | 8月11日公映 |
| 2013 | 超能力事件簿二部曲：謎之化身 超能力事件簿三部曲：重生 | 一十一（當麻陽太）         | 東寶                            | SPEC〜結〜前篇《漸之篇》：11月1日公映 SPEC〜結〜後篇《爻之篇》：11月29日公映                                                             |
| 2014 | 神劍闖江湖2——京都大火篇 神劍闖江湖3——傳說的最終篇     | 瀨田宗次郎                 | 華納兄弟電影                    | 《浪客劍心2》於8月1日公映 《浪客劍心3》於9月13日公映                                                                                     |
| 2014 | 要聽神明的話                                          | 天谷武                     | 東寶                            | 11月15日公映 |
| 2015 | 戀愛腦內高峰會                                        | 石橋                       | 東寶                            | 5月9日公映 |
| 2015 | 爆漫王。                                              | 高木秋人                   | 東寶                            | 10月3日公映 與佐藤健共同主演 |
| 2016 | 太陽 (電影)                                           | 奧寺鐵彥                   | 角川映畫                        | 4月23日公映 與門脇麥共同主演 |
| 2016 | 地獄哪有那麼HIGH                                      | 關大助                     | 東寶、Asmik Ace                 | 6月25日公映 為第40屆香港國際電影節正式招待作品之一 原預定於同年2月6日公映，但因電影有可能會令人聯想起1月中發生的滑雪巴士墮崖事故而延期。 |
| 2017 | 3月的獅子                                             | 桐山零                     | 東寶、Asmik Ace                 | 3月18日公映 |
| 2017 | JoJo的奇妙冒險 不滅鑽石 第一章                        | 廣瀨康一                   | 東寶、日本華納娛樂              | 8月4日公映 |
| 2017 | 茅崎物語（茅ヶ崎物語 〜MY LITTLE HOMETOWN〜）                                          | 宮治淳一（學生時代）       | Live Viewing Japan              | 9月16日公映 |
| 2019 | 福爾圖娜之瞳                                          | 木山慎一郎                 | 東寶                            | 2月15日公映 |
| 2019 | 屍人莊殺人事件                                        | 葉村讓                     | 東寶                            | 12月13日公映 |
| 2020 | 最後的情書                                            | （回憶中的）乙坂鏡史郎     | 東寶                            | 1月17日公映 |
| 2021 | 浪客劍心 最終章 The Final                             | 瀨田宗次郎                 | 日本華納兄弟                    | 4月23日公映 |
| 2021 | 妖怪大戰爭 Guardians                                  | 加藤老師                   | 東寶、KADOKAWA                  | 8月13日公映 |
| 2022 | Noise                                                 | 守屋真一郎                 | 華納兄弟電影                    | 1月28日公映 |
| 2022 | xxxHOLiC                                              | 四月一日君尋               | 松竹、Asmik Ace                 | 4月29日公映 |
| 2022 | GHOSTBOOK おばけずかん                                | 古書店店主                 | 東寶                            | 7月22日公映 |
| 2022 | 小孤島大醫生（劇場版）                                | 杉本龍一                   | 東寶                            | 12月16日公映 |
| 2023 | 大名倒產                                              | 松平小四郎                 | 松竹                            | 6月23日公映 |
| 2023 | 哥吉拉-1.0                                            | 敷島浩一                   | 東寶                            | 11月3日公映 |
| 2024 | AT THE BENCH（第4篇）                                 |                            | SPOON                           | 11月15日公映 |
| 2024 | 聖☆哥傳 THE MOVIE〜聖人 VS 惡魔軍團〜                 | 約翰                       | 東寶                            | 預定於12月20日公映 |

#### 配音
| 年份 | 電影                                                | 角色                     | 公司                | 備註                         |
| ---- | --------------------------------------------------- | ------------------------ | ------------------- | ---------------------------- |
| 2001 | 千與千尋                                            | 坊（巨型嬰兒）           | 東寶                |                              |
| 2003 | 嘰哩咕與女巫（法國動畫）                            | Kirikou的年幼時期        | Albatross Film      | 日語版配音                   |
| 2004 | 哈爾移動城堡                                        | 馬魯克（哈爾的弟子）     | 東寶                |                              |
| 2005 | 我的Cesar 10歲半 1m 39 cm                           | Cesar                    | ASMIK ACE           | VIDEO及DVD配音               |
| 2005 | 「小企鵝大長征」（法國紀錄片）                      | 小企鵝                   | GAGA COMMUNICATIONS | 日語版配音                   |
| 2006 | 多啦A夢 大雄的恐龍2006                              | 恐龍P助                  | 東寶                |                              |
| 2006 | 短篇動畫片「買下星星的日子」                        | 諾那（ノナ）                 | 吉卜力工作室        |                              |
| 2007 | 琴之森                                              | 雨宮修平                 | 松竹                |                              |
| 2007 | 亞瑟和他的迷你王國 「亞瑟的奇幻王國：毫髮人的冒險」 | 亞瑟                     |                     | 日語版配音                   |
| 2009 | 夏日大作戰                                          | 小磯健二                 |                     |                              |
| 2010 | 亞瑟和他的迷你王國 「亞瑟的奇幻王國：馬塔殺的復仇」 | 亞瑟                     |                     | 日語版配音                   |
| 2010 | 借物少女艾莉緹                                      | 翔                       | 東寶                | 宫崎駿表示男主角是照神木繪畫 |
| 2011 | 對某飛行員的追憶                                    | 狩乃夏爾                 | 東京劇場            |                              |
| 2016 | 你的名字。                                          | 立花瀧                   | 東寶                | 8月26日公映                  |
| 2017 | 瑪麗與魔女之花                                      | 彼得                     | 東寶                | 7月8日公映                   |
| 2019 | 天氣之子                                            | 立花瀧                   | 東寶                | 7月19日公映                  |
| 2020 | 大雄的新恐龍                                        | 嗶之助（）               | 東寶                | 8月7日公映                   |
| 2021 | 大叔與貓                                            | 福丸（ふくまる）                 | 東京電視台          | 1月7日起播映                 |
| 2021 | 上流寄生族（日本電視台版）                          | 金基宇（原演員：崔宇植） | 日本電視台          | 1月8日播映                   |
| 2021 | 新·福音戰士劇場版𝄇                                  | 碇真嗣（成年時期）       | 東寶、東映          | 3月8日公映                   |
| 2021 | Animation x Paralympic：誰是你的英雄？（episode12） | 岩渕幸洋                 | NHK BS1             | 4月25日播映                  |
| 2021 | 活了100天的鱷魚                                     | 鱷魚                     | 東寶、東映          | 5月28日公映                  |
| 2021 | アオとキイ                                          |                          | NHK教育頻道         | 8月11日 - 13日播映           |
| 2022 | 鈴芽之旅                                            | 芹澤朋也                 | 東寶                | 11月11日公映                 |

### 電視節目
- 碇矢長介野生的非洲大冒險～與8歲的好友1萬6千公里的旅程（2001年、東京電視台）
- 「千與千尋」及「三鷹之森吉卜力美術館」特別節目（2001年、日本電視台）
- Culture Special「生命遺產 ～生命的力量～」（2005年、日本電視台）
- 2005年日本國際博覽會「愛・地球博」閉會典禮（2005年、轉播：日本放送協會）
- （2007年8月16日、富士電視台）
- HANATARE NACS「HANATARE部屋」（2007年6月7日、11月1日、北海道電視台）
- 24小時電視（2007年8月19日、日本電視台）
- 花丸市場（2007年8月22日、東京廣播公司）
- 腦內保健 IQ補給（2007年9月15日、富士電視台）（錄影演出）
- MERINGUE的心情（2007年12月1日、日本電視台）
- （2007年12月2日、日本電視台）
- 雲呢拿心情！（2007年12月8日、富士電視台）
- （2009年7月30日、日本電視台）
- （2014年7月12日、BS JAPAN）主持演出
- NEXT WORLD 我們的未來（2015年1月3日 - 2月1日、日本放送協會）主持演出

### 舞台劇
- キレイ〜神様と待ち合わせした女〜（日语：キレイ〜神様と待ち合わせした女〜）（2019年12月4日 - 29日、Bunkamura、Theatre Cocoon（日语：シアターコクーン） / 2020年1月13日 - 19日、博多座 / 2020年1月25日 - 2月2日、Festival Hall（日语：フェスティバルホール））飾演（少年）
- COCOON PRODUCTION 2021+大人計劃（日语：大人計画）（（預定）2021年11月3日 - 28日、Bunkamura、Theatre Cocoon / 12月4日 - 12日、森之宮Piloti Hall（日语：森ノ宮ピロティホール））飾演編輯

### 其他演出
- CD廣播劇「封魔少年」第1卷 Collector's Set「聖誕Special 追蹤鈴聲！」（2003年、Victor Entertainment）
- CD廣播劇「封魔少年」「櫻吹雪消失之謎」前篇、後篇（2003年、Victor Entertainment）聲演等軍陣。
- 我的戰後60年～因此我想告訴你的話 暑假是Special「祖父與家庭一起閱讀，一封來自祖母的書信」（2005年、NHK電台第一）
- 「SAVE OUR HISTORY ～留下了100年的馬鈴薯的比賽～」（海報）（2005年、History Channel）
- 製作賀年卡用的PC軟件「書寫就緒 Ver.16」虛構角色（2005年、克莉奧）
- 定量公寓「Proud City 大泉學園」形象人物（2006年、野村不動產）
- Amuse presents「THE GAME ～Boy's Film Show～」After GAME Event（2009年8月14日 - 16日）
- 互聯網劇集「Time Slip!堀部安兵衛」（2014年、三井不動產住宅）飾演青山光。

### 音樂錄影帶
- 南方之星「彩 ～Aja～」（2004年、Victor TAISHITA）
- SUNEOHAIR「ストライク」（2004年、Epic Records Japan）
- 高橋優（2012年、日本華納音樂）

### 廣告
- 聲寶「普通紙FAX」
- P&G「飄柔」
- 可口可樂
- 東京迪士尼樂園
- TOYBOX（日语：トイボックス）
- 味之素「DOKI DOKI PANIC」
- 樂天（Lotte）「果批」
- 吉卜力工作室「哈爾移動城堡」拼圖
- 好侍食品 哈爾移動城堡公映特別篇「HOUSE的咖喱」
- 日本廣告審查機構（日语：日本広告審査機構）「JARO」（旁白）
- History Channel「SAVE OUR HISTORY」海報
- Creo「Ver.16」形象人物
- 色情塗鴉第5音樂專輯「THUMPx」TV Spot
- JR東日本
  - 「Suica」聲演企鵝
  - 「VIEW Suica卡」（旁白）
  - 「JAL卡 Suica」（旁白）
  - 去出差篇、出差回來篇（2018年 - ）
- 野村不動產「PROUD CITY大泉學園」形象人物
- Knorr食品（味之素集團旗下公司）「Knorr 杯湯」（與女演員鈴木杏飾演兩姊弟）
- 豐田汽車「VITZ」（旁白，2007年8月28日 - ）
- NTT
  - DoCoMo東京散歩篇
  - 「FLET'S光」Monsters' ShareHouse篇、TSUTAYA Stick篇
- 本田
  - 「N-ONE 餘值設定型貸款」N-ONE篇
  - 「安全技術」篇、City-Brake Active System篇、ESS篇
- Recruit「TOWNWORK」便利店篇
- 三井不動產住宅（日语：三井不動産レジデンシャル） 篇
- 任天堂 《Miitopia》（2016年 - ）
- 朝日飲料
  - 「三矢蘇打」（2017年 - ）
  - 「WONDA（日语：WONDA） TEA COFFEE」TEA COFFEE 篇（2018年 - ）
- PAPYLESS（日语：パピレス） Renta!篇（2017年 - ）
- 江崎固力果「HOBAL」（2018年 - ）
- KDDI「au」意識太高！高杉君系列（2018年 - ）
- Niantic、精靈寶可夢 精靈寶可夢GO（2019年）

### 電台節目
- 系列「我的戰後60年～因此想告訴你的話」夏休Special『與家人閱讀　從祖父母來的信』（2005年8月、NHK廣播第1頻率）
- 廣播劇 時代小說Mystery「傻瓜」、「日常生活」（自第7集起）（2005年10月 - 2006年3月、日本放送）
- KING OF SUNDAY（2007年8月12日、FM福岡）
- GROBAL SCOPE（2007年11月29日、FM NORTH WAVE）
- SATURDAY AMUSIC ISLANDS（2007年12月1日、FM802）
- 色情塗鴉岡野昭仁的ALL NIGHT JAPAN（2007年12月1日、日本放送）
- 中村雅俊 My Homepage（2007年12月3日 - 27日、TBS電台）
- LOVE FLAP（2007年12月5日、FM大阪）
- （2007年12月5日、FM愛知）
- 去電台吧（2007年12月8日、CBC電台）
- TOYOTA SOUND IN MY LIFE（2007年12月8日、FM東京）
- 電影屋RADIO（2007年12月14日、FM愛知）

## 音樂
- 《TOO YOUNG TO DIE! 地獄之歌地獄》（2016年）

電影《TOO YOUNG TO DIE! 若くして死ぬ》原聲帶。以在劇中登場的搖滾樂團「地獄圖（Hells）」的結他手大助的身分参加。
- TOO YOUNG TO DIE!（主題曲）
- 天國（劇中插曲）

## 書籍
- 寫真集 （厚地健太郎著；2005年、角川書店；ISBN 4-0485-3882-9）
- 少年演員Vol.1（2005年、Pia；ISBN 4-8356-1593-X）
- BOYS〜GRASSROOTS（2006年、INFAS Publications；ISBN 4-9007-8537-7）
- （2015年、Magazine House；ISBN 4-8387-2800-X）
- 寫真集 + DVD Book Sincérité（2017年、Amuse）
- 神木隆之介25周年Aniversary Book （2020年、Amuse）
- （2022年、NHK出版；ISBN 978-4-14-081895-4）[16]
- （2023年、NHK出版；ISBN 978-4-14-081931-9）

## 導演／監製

### 音樂錄影帶
- 「I Treasure You」（收錄於HANDSOME 15周年Project 專輯「15th Anniversary SUPER HANDSOME COLLECTION 『JUMP↑』」（預定於2019年11月30日發售））

## 獎項
2004年
- 第14回日本電影影評人大獎 新人賞（南俊子賞） - 電影《父親的Back Drop》

2006年
- 第29回日本電影學院獎 新人演員賞 - 電影《妖怪大戰爭》

2007年
- 第54回日劇學院賞 主演男演員賞第3位 - 電視劇《偵探學園Q》

2011年
- 第51回蒙特卡洛电视节 电视电影男演员赏提名 - 电视剧《心の糸》
- 第51回蒙特卡洛电视节 特别赏 - 电视剧《心の糸》
- 第6屆首爾國際電視節－觀眾投票最高人氣獎（日本）《心の糸》

2012年
- 第4回TAMA电影赏 最优秀新进男演员赏 - 电影《聽說桐島退社了》

2013年
- 第17回日刊體育日劇大賞 助演男優賞 - 電視劇《家族遊戲》
- 第77回日劇學院賞 助演男優賞第1位 - 電視劇《家族遊戲》
- TV LIFE第23回年度電視劇大賞2013 助演男優賞 - 電視劇《家族遊戲》

2015年
- 第10屆首爾國際電視節 亞洲之星獎

2017年
- 第11屆聲優獎 主演男優賞 - 電影《你的名字。》

2018年
- 第10屆CONFiDENCE日劇大獎 助演男優賞 - 電視劇《刑警弓神》

2024年
- 第66屆藍絲帶獎 主演男優賞 - 電影《大名倒產》、《哥吉拉-1.0》
- 第32屆橋田賞

2025年
- 第122回日劇學院賞 主演男優賞 - 電視劇《海中沉睡的鑽石》

## 外部連結
- 官方個人詳細資料 （页面存档备份，存于）
- 前事務所官方個人詳細資料
- Amuse Inc.
- Amuse Facebook主页 （页面存档备份，存于）
- 神木隆之介的X（前Twitter）
- YouTube上的神木隆之介頻道
- 幪面超人AGITO（謎之少年）演員個人資料 （页面存档备份，存于）